# Riverina

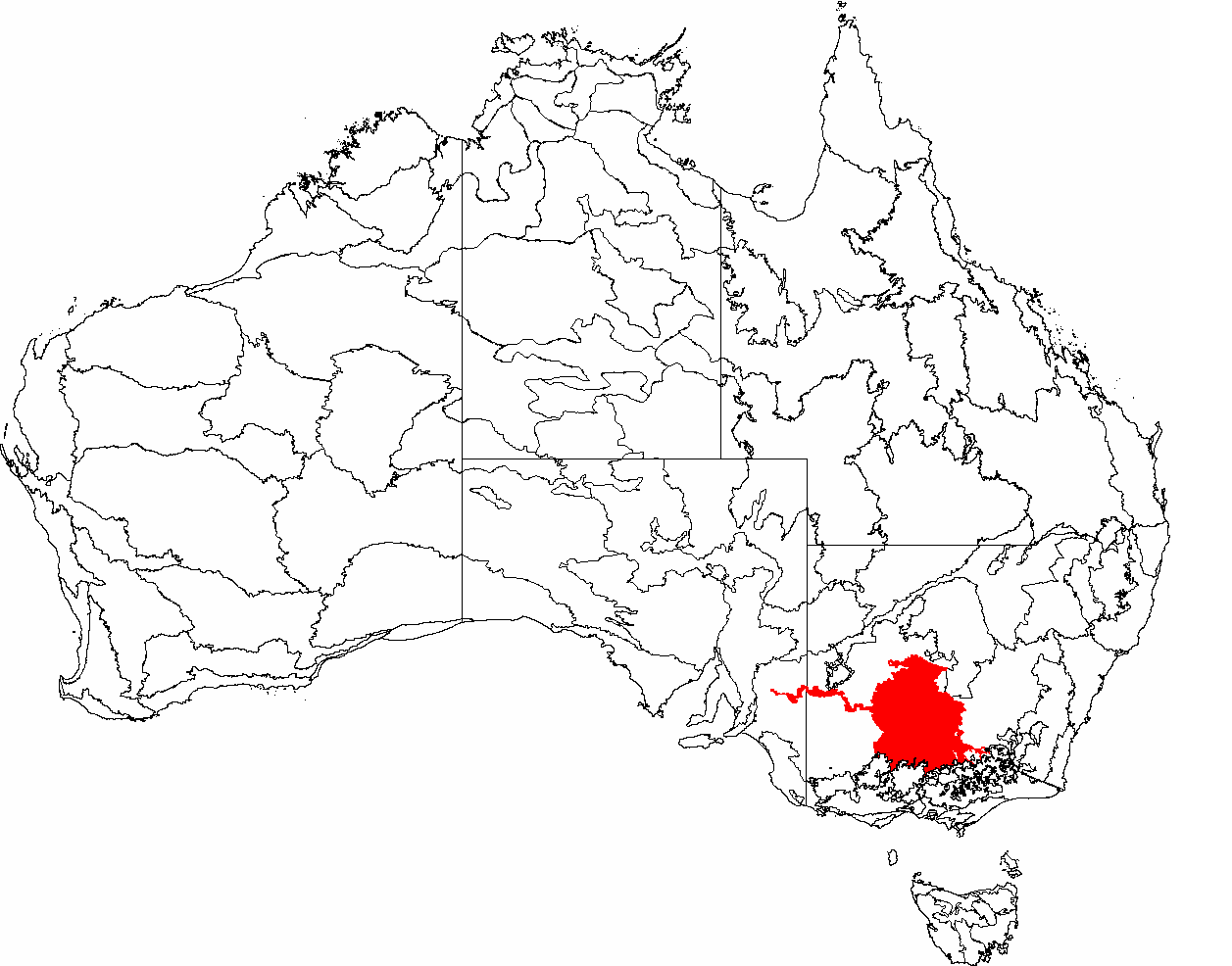
La regione in Australia

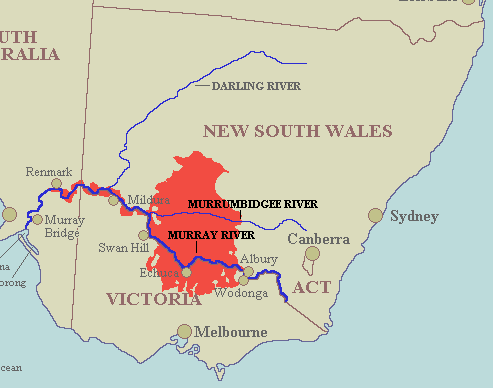
La bioregione di Riverina

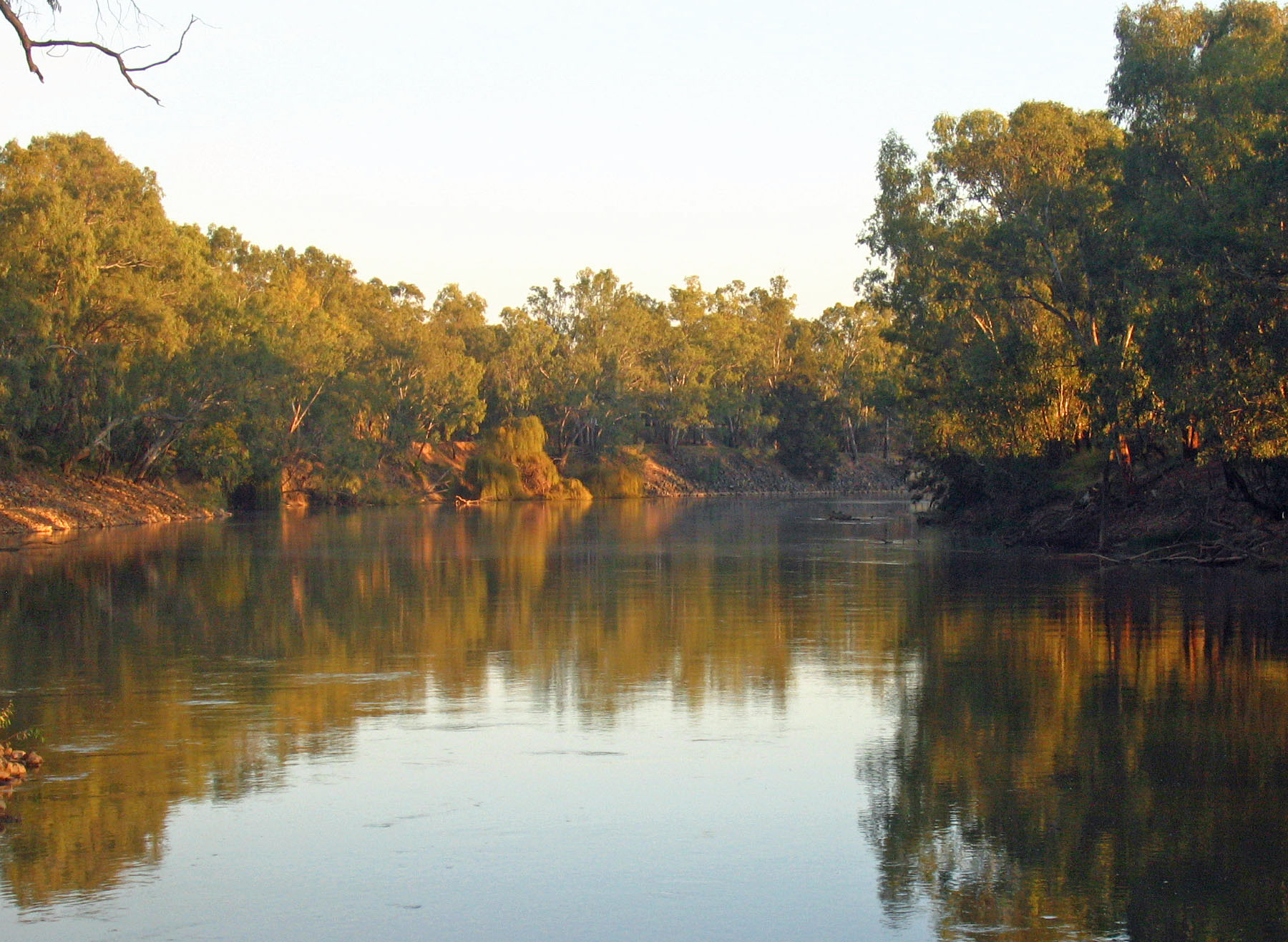
Il fiume Murrumbidgee a Wagga Wagga

La Riverina (IPA: rɪvəˈriːnə) è una regione agricola del sud-ovest del Nuovo Galles del Sud, Australia. La Riverina si distingue dalle altre regioni australiane per la combinazione di pianure dal clima caldo ma ricche di risorse idriche; ciò ha fatto in modo che vi si sviluppasse una delle aree più varie per i tipi di colture di tutto il paese. Confinante a sud con lo Stato di Victoria e a est con la Grande Catena Divisoria, la Riverina copre le aree del Nuovo Galles del Sud nei bacini idrografici dei fiumi Murray e Murrumbidgee.
I maggiori centri abitati della regione sono Wagga Wagga, Albury e Griffith.
Albury e Wagga Wagga sono sede dei campus della Charles Sturt University, l'unica ad offrire un'educazione superiore nell'area. Wagga Wagga è la sede di due grandi basi delle Forze Armate Australiane.

## Economia
L'economia è prettamente agricola, è una delle regioni più produttive d'Australia per riso, grano, mais, canola, limoni e vino.
All'inizio del XXI secolo l'area viene valutata del valore di 1 miliardo di dollari australiani. La regione produce oltre il 25% di frutta e verdura di tutto lo stato e l'80% del vino.